# Julie et Julia
Ne doit pas être confondu avec Julia et Julia.
Pour plus de détails, voir Fiche technique et Distribution.
Julie et Julia (Julie and Julia) est une comédie dramatique américaine écrite, produite et réalisée par Nora Ephron, sortie en 2009.
Cette adaptation de deux livres raconte l'histoire vraie de Julie Powell, jeune trentenaire qui, au début des années 2000, décide de réaliser en une année toutes les recettes du livre de cuisine française de Julia Child, Mastering the Art of French Cooking. Le long métrage met en vedette Meryl Streep et Amy Adams dans les rôles respectifs de Julia Child et Julie Powell.

## Synopsis
Julia Child a changé pour toujours la façon de cuisiner aux États-Unis, devenant pionnière dans l'adaptation de la cuisine française et l'apprentissage des techniques de cuisine pour les ménagères américaines. En 1948, elle n'est qu'une Américaine anonyme vivant à Paris, en France, où le travail de son époux, Paul, les a amenés à s'installer. Cherchant activement une occupation, Julia se prend de passion pour la cuisine française.
New York, en 2002. Julie Powell a l'impression d'être dans une impasse. Elle va avoir 30 ans, végète dans son travail au centre d'appels Lower Manhattan Development Corporation, alors que ses amies connaissent bonheur et succès. Pour égayer sa vie monotone, elle se lance un défi complètement fou : elle se donne exactement 365 jours pour cuisiner les 524 recettes du livre Mastering the Art of French Cooking, écrit par Julia Child. Pour relater son expérience, elle crée un blog…

## Fiche technique
- Titre original : Julie and Julia
- Titre français : Julie et Julia
- Réalisation : Nora Ephron
- Scénario : Nora Ephron et Julie Powell, d'après Julie & Julia de Julie Powell et My Life in France de Julia Child et Alex Prud'homme (en)
- Direction artistique : Ben Barraud
- Décors : Mark Ricker ; Susan Bode (en) (décoratrice de plateau)
- Costumes : Ann Roth
- Photographie : Stephen Goldblatt
- Montage : Richard Marks
- Musique : Alexandre Desplat
- Production : Nora Ephron, Lawrence Mark, Amy Robinson (en) et Eric Steel
- Sociétés de production : Easy There Tiger Productions et Scott Rudin Productions
- Sociétés de distribution : Columbia Pictures (États-Unis), Sony Pictures Releasing (France)
- Budget : 40 000 000 de dollars[1]
- Pays de production : États-Unis
- Langue originale : anglais, français
- Format : couleur - 35 mm - 1.85 : 1 - Son SDDS, Dolby Digital, DTS
- Genre : Comédie dramatique et biopic
- Durée : 123 minutes
- Dates de sortie :
  - États-Unis, Canada : 7 août 2009
  - France : 16 septembre 2009
- Licence : France Mention CNC : tous publics (visa d'exploitation no 123402 délivré le 22 juillet 2009)[2]

## Distribution
Légende : Version Française = VF, et Version Québécoise = VQ
- Meryl Streep (VF : Frédérique Tirmont ; VQ : Marie-Andrée Corneille) : Julia Child
- Amy Adams (VF : Valérie Siclay ; VQ : Viviane Pacal) : Julie Powell
- Stanley Tucci (VF : Bernard Alane ; VQ : Jacques Lavallée) : Paul Child, le mari de Julia
- Chris Messina (VF : Alexis Victor ; VQ : Gilbert Lachance) : Eric Powell, le mari de Julie
- Jane Lynch (VF : Emmanuèle Bondeville ; VQ : Claudine Chatel) : Dorothy McWilliams, la sœur de Julia
- Linda Emond (VF : Hélène Otternaud ; VQ : Danièle Panneton) : Simone Beck
- Helen Carey (VF : Sylvie Genty ; VQ : Madeleine Arsenault) : Louisette Bertholle
- Mary Lynn Rajskub (VF : Patricia Marmoras ; VQ : Marie-Claude Hénault) : Sarah
- Joan Juliet Buck (en) (VF : Christine Delaroche) : Madame Brassart
- Crystal Noelle : Ernestine
- George Bartenieff (en) (VF : Jean-Pierre Denys) : Chef Max Bugnard
- Vanessa Ferlito (VF : Laura Zichy) : Cassie
- Casey Wilson (VF : Anne Mathot) : Regina
- Jillian Bach (VF : Marine Tuja) : Annabelle
- Frances Sternhagen (VQ : Élizabeth Chouvalidzé) : Irma Rombauer
- Diane Kagan : Phila McWilliams
- Brooks Ashmanskas (en) (VF : Julien Chatelet) : M.. Misher
- Luc Palun : le vendeur de marrons

## Production
Julie et Julia est le huitième et dernier long-métrage de la réalisatrice Nora Ephron, quatre ans après Ma sorcière bien-aimée. Le film est l'adaptation combinée des livres Julie et Julia : Sexe, blog et bœuf bourguignon (Julie & Julia : My Year Of Cooking Dangerously), écrit par Julie Powell et My Life in France, écrit par Julia Child et Alex Prud'homme (en).

### Casting
Il marque les retrouvailles entre Meryl Streep et Stanley Tucci, deux ans après Le diable s'habille en Prada. Il s'agit également d'un second film en commun pour Meryl Streep et Amy Adams, un an après Doute, bien qu'elles ne se donnent jamais la réplique en raison des destins parallèles de leurs personnages.

### Tournage
Le film fut tourné du 13 mars au 28 mai 2008, à New York, dans le New Jersey et à Paris. Plusieurs astuces de tournage et d'habillage ont dû être employées pour simuler la taille de Julia Child, car Meryl Streep mesure 1,65 m, tandis que Julia Child faisait 1,88 m. Les comptoirs furent abaissés, Meryl Streep porta des hauts talons, et la perspective des caméras a été adaptée.

### Musique
La musique du film est signée par le compositeur français Alexandre Desplat, à qui l'on doit également les partitions de De battre mon cœur s'est arrêté, L'Étrange Histoire de Benjamin Button et Le Voile des Illusions, pour lequel il a obtenu un Golden Globe de la meilleure musique de film en 2007.
Dans le film, on peut entendre la chanson Mes emmerdes (1976) de Charles Aznavour.

## Sorties

### Réception
Julie et Julia a reçu des critiques positives aux États-Unis, obtenant 75 % de critiques favorables sur le site Rotten Tomatoes sur 155 commentaires, et la note de 6,7 sur 10. Le long-métrage reçut un B+ de la part du magazine Entertainment Weekly. En France, les critiques ont été assez mitigées, avec des critiques élogieuses de la part des quotidiens 20 minutes et Le Monde.

### Box-office
| Pays ou région | Box-office      | Date d'arrêt du box-office | Nombre de semaines |
| -------------- | --------------- | -------------------------- | ------------------ |
| Mondial        | 129 540 499 $   | 18 juillet 2010            | 50                 |
| États-Unis     | 94 125 426 $    | 29 novembre 2009           | 17                 |
| France         | 203 014 entrées | 16 décembre 2009           | 14                 |

Julie et Julia a connu un succès commercial en engrangeant 93 millions de dollars, pour un budget de 40 millions. En France, le film est passé inaperçu du public, ne faisant que 204 000 entrées.

### Vidéos
- États-Unis : 8 décembre 2009 (DVD et Blu-Ray)
- France : 20 janvier 2010 (DVD et Blu-Ray)

## Distinctions

### Récompenses
- Boston Society of Film Critics Awards : Meilleure actrice (Meryl Streep)
- Broadcast Film Critics Association Awards : Meilleure actrice (Meryl Streep)
- Golden Globe Awards 2010 : Meilleure actrice dans un film musical ou comédie (Meryl Streep)
- Satellite Awards 2009 : Meilleure actrice dans un film musical ou une comédie (Meryl Streep)

### Nominations
- Oscars 2010 : Oscar de la meilleure actrice (Meryl Streep)
- BAFTA Awards 2010 : Meilleure actrice (Meryl Streep)
- Chicago Film Critics Association Awards : Meilleure actrice (Meryl Streep)
- Detroit Film Critics Society Awards : Meilleure actrice (Meryl Streep)
- EDA Awards : Meilleure actrice (Meryl Streep)
- Golden Globes 2010 : Meilleur film musical ou comédie
- Houston Film Critics Society Awards : Meilleure actrice (Meryl Streep)
- San Diego Film Critics Society Awards : Meilleure actrice (Meryl Streep)
- Screen Actors Guild Awards : Meilleure actrice (Meryl Streep)
- Southeastern Film Critics Association Awards 2010 : Meilleure actrice (Meryl Streep)
- St. Louis Gateway Film Critics Association Awards : Meilleure actrice (Meryl Streep)
- Toronto Film Critics Association Awards : Meilleure actrice (Meryl Streep)
- Washington DC Area Film Critics Association Awards : Meilleure actrice (Meryl Streep)
- Kansas City Film Critics Circle Awards : Meilleure actrice (Meryl Streep)
- London Film Critics' Circle Awards : Meilleure actrice (Meryl Streep)
- New York Film Critics Circle Awards : Meilleure actrice (Meryl Streep)
- New York Film Critics Online Awards : Meilleure actrice (Meryl Streep)
- North Texas Film Critics Association Awards : Meilleure actrice (Meryl Streep)
- Oklahoma Film Critics Circle Awards : Meilleure actrice (Meryl Streep)
- Phoenix Film Critics Society Awards : Meilleure actrice (Meryl Streep)
- San Francisco Film Critics Circle Awards : Meilleure actrice (Meryl Streep)
- Satellite Awards 2009 :
  - Meilleur film musical ou comédie
  - Meilleur scénario adapté (Nora Ephron)